# 銀河ロイドコスモX
『銀河ロイドコスモX』（ぎんがロイドコスモエックス）は、声優関智一がオリジナルヒーローとして創作したキャラクター。
モデルグラフィックスの連載で発表、関が個人としてスーツを作成しワンダーフェスティバル等でのイベントを行い、アニメ雑誌AX (アニメ雑誌)の付録CD-ROMとしてパイロット版が発表された後、バップより全3巻のオリジナルビデオとして発売された。

## オリジナルビデオ版
2001年9月21日に発売されたオリジナルビデオ特撮作品。全3巻。
2001年12月29日にはキッズステーションにて再編集版『銀河ロイド コスモX 3部作全長バージョン2002』が放映された。

### キャスト
- 十文字宙（コスモX）：関智一
- 十文字星吉：赤星昇一郎
- 十文字陽子：大塚良重
- 十文字美月：三国由奈
- 天宮沙輝：福井裕佳梨
- 昴麻奈美：高木梓
- 石井篤：栩原楽人
- 安奈：松本智代美（2話）
- タメ：高田善
- ヨタ：森田猛虎
- ナレーション：稲葉実
- マッドドメイン（声）：遠近孝一（1話）
- サッドドメイン（声）：根元史紀（3話）

### スタッフ
- キャラクター原案：関智一
- 脚本・シリーズ構成：川崎ヒロユキ
- 監督：清水厚、広田幹夫
- 音楽：渡辺宙明

### 主題歌・揷入歌
オープニングテーマ「戦え!銀河ロイド コスモX」
作詞・歌 - 関智一 / 作曲・編曲 - 渡辺宙明
エンディングテーマ「誓いの星」
作詞 - 川崎ヒロユキ / 作曲・編曲 - 渡辺宙明 / 歌 - 関智一
揷入歌
「さすらいのコスモX」
作詞 - 石井博士 / 作曲・編曲 - 渡辺宙明 / 歌 - 関智一
「いい日になあれ」
作詞 - 志田一穂 / 作曲・編曲 - 渡辺宙明 / 歌 - 関智一
「ロンリーコスモX」
作詞 - 尾上一等 / 作曲・編曲 - 渡辺宙明 / 歌 - 関智一
「Dream Soldier -転身!-」
作詞 - 良出翔 / 作曲・編曲 - 渡辺宙明 / 歌 - 関智一

### 関連商品

#### ビデオ・DVD
1. 銀河ロイドコスモX volume.1「君が見えるコスモの星」 2001年9月21日発売
2. 銀河ロイドコスモX volume.2「甘く危険なお見合いバトル」 2001年10月24日発売
3. 銀河ロイドコスモX volume.3「さらばヒロシよ! 旅立ちの朝」 2001年11月21日発売

#### CDアルバム
1. 『銀河ロイド コスモX』オリジナル・サウンドトラック 関智一 in コスモX ACT-1 2001年7月21日発売
2. 『銀河ロイド コスモX』オリジナル・サウンドトラック 関智一 in コスモX ACT-2 2001年9月21日発売
3. 月刊モデルグラフィックスが贈る関智一ショウ特殊凝縮円盤の謎 - ミニドラマとその主題歌を収録
4. 月刊モデルグラフィックスが贈る関智一ショウ2ごめんね - ミニドラマとその主題歌を収録

## ヒーロークロスライン版
ヒーロークロスライン（HXL）の作品設定に合わせオリジナルの特撮版から設定、登場キャラクターなどを変更したリメイク的作品。ウェブコミック誌『ヒーロークロスライン』に連載された。

### 漫画
- 原作：関智一
- 漫画：細雪純
- 「クロスダイバー」デザイン：早瀬マサト（石森プロ）
- スーパーバイザー：尾上一等
- 講談社 月刊マガジンZ PRESENTS
  - Yahoo!コミック 『ヒーロークロスライン』連載（2008年11月5日 - 2009年3月25日）
  - 講談社コミックプラス 『ヒーロークロスライン』連載（2008年11月25日 - 2009年3月25日）

連載は未完、2009年5月29日発売のマガジンZKC全1巻で第1章完結。単行本描き下ろしシーンには『劇団ヘロヘロQカムパニー第15回公演「闘え!クロスダイバー!!〜改造され果てて･･･〜」』より「クロスダイバー」も登場。

### ラジオドラマ
智一・美樹のラジオビッグバンにて放送
- 銀河ロイドコスモX IN ヒーロークロスライン ヒーロークロスラインにクロスせよ!
  - 原作：関智一
  - 脚本：たかしげ宙
  - 音楽：特撮版楽曲および貴日ワタリ作のHXL用楽曲
  - キャスト
    - 十文字宙(コスモX)=関智一
    - ジエンド=高木渉
    - アルクベイン=杉田智和
    - ネクロマン=松井謙典
    - レイズマン=高野慎平
    - 三ノ輪涼子=長沢美樹
    - 石井篤=小林由美子
    - 犯罪ノッカーズ=川原慶久

### ドラマCD
プロローグとして上記ラジオドラマ版を再構築したものを録り直して収録している。また、物語的にも漫画版第1章から矛盾無く繋がるように構成されている。なお、ジエンドで千練勇気役を演じていた沢城は、過去に宙役の関がアニメ店長役で出演した『デ・ジ・キャラット』のドラマCDにてプチ・キャラット役を担当している。
- 『銀河ロイド コスモX IN ヒーロークロスライン ドラマCD』　2009年3月25日。発売元:ムービック 販売協力:ジェネオン エンタテインメント[2]株式会社
  - 原作：関智一
  - 漫画/ジャケットイラスト：細雪純
  - 企画監修：村枝賢一/The Boots Headquarters
  - 脚本：たかしげ宙
  - 脚本監修：関智一
  - 「インクィジター」デザイン：福地仁
  - 出演
    - 十文字宙(コスモX)=関智一
    - 石井篤=小林由美子
    - ジエンド(明超次)=高木渉
    - 明真澄=勝生真沙子
    - 高階隊長=石塚運昇
    - 武士神=中井和哉
    - 千練勇気=沢城みゆき
    - アルクベイン(台場巽)/SPARC=杉田智和
    - 三ノ輪涼子=長沢美樹
    - ウサ探=若本規夫
    - 山田=小野友樹
    - レイズマン(鳴神是路)=高野慎平
    - MEAN(日暮夏鳴)=堀江由衣
    - ネクロマン(大散寺語)=神谷浩史
    - ダイモン=小西克幸
    - インクィジター=川原慶久
    - ネクス=森川智之